# Martin Opitz

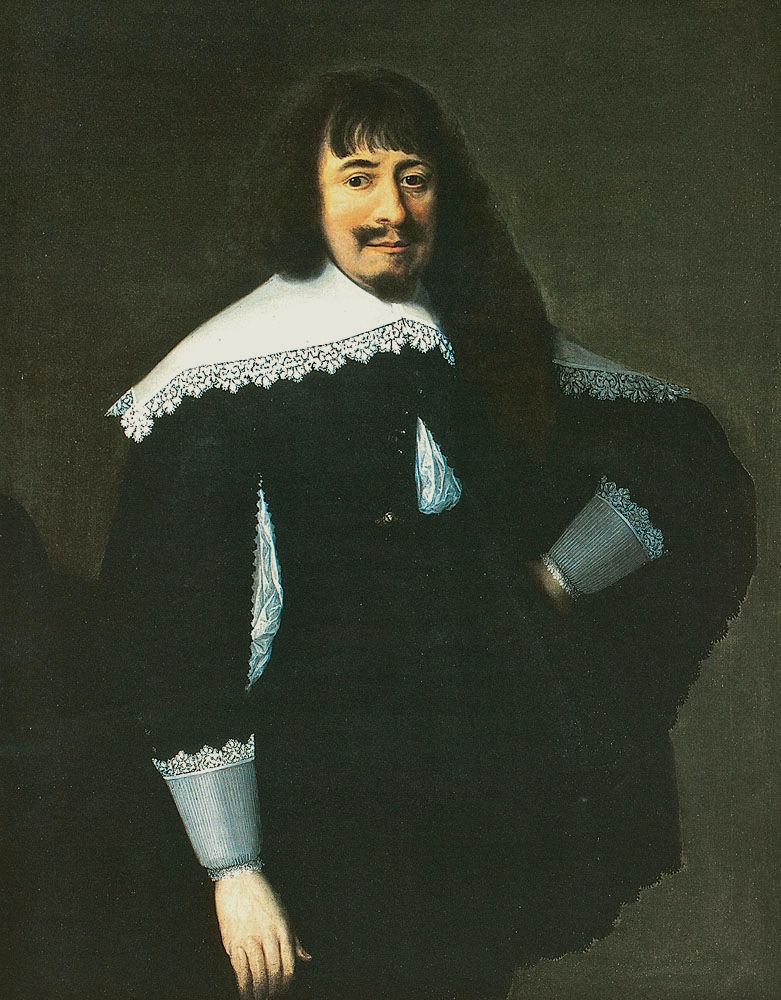
Martin Opitz, portret de Bartholomäus Strobel

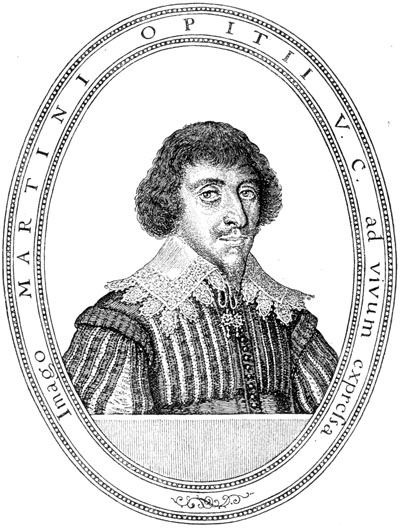
Martin Opitz, gravură de Jakob von Heyden

Martin Opitz von Boberfeld  (n. 23 decembrie 1597, Bunzlau, Silezia Inferioară - d. 20 august 1639, Danzig) a fost un poet erudit, dascăl și diplomat german. Opitz este considerat unul din cei mai însemnați teoreticieni ai artei poetice din epoca barocului.
Numele său latinitzat a fost Martinus Opitius respectiv Opicius. Din 1625 a folosit și pseudonimul Der Gekrönte (Încoronatul).

## Originea și studiile
Opitz a fost fiul maistrului măcelar Sebastian Opitz și al primei soții a acestuia, Martha Rothmann.
După ce a absolvit gimnaziul la Beuthen, a urmat în 1617 gimnaziul academic din Beuthen iar în 1618 a studiat retorica, istoria și jurisprudența la Frankfurt pe Odra și în 1619 a plecat la studii la Heidelberg. Când orașul a fost cucerit de trupele lui Spinola, Opitz s-a refugiat în Olanda de Sud, la Leyden și apoi, în vara anului 1621, prin Iutlanda s-a întors în Silezia. Din cauza situației politice de acolo, în 1622 a plecat în Principatul Transilvaniei la invitația principelui Gabriel Bethlen și s-a stabilit la curtea princiară. În Transilvania a activat ca profesor de literatură și filosofie la gimnaziul academic din Alba Iulia. În anul 1622 a scris poemul Zlatna și a început opera monumentală Dacia antiqua.
În 1623 s-a întors în Silezia.
La moartea arhiducelui Karl, a plecat la Viena cu o delegație din Silezia. Acolo, ca recunoaștere a creației sale poetice a fost „încoronat” în 1625 cu o coroană de lauri și a primit titlul de „poet imperial” iar în 1627 a fost și înnobilat de Ferdinand al II-lea al Sfântului Imperiu Roman.
În cursul Războiului de Treizeci de Ani au urmat o serie de călătorii diplomatice la Berlin, Dresda, Varșovia, Praga și, în 1630, la Paris.
A fost numit apoi secretar și istoriograf al regelui Vladislav al IV-lea al Poloniei.
A murit în 1639 de ciumă, infectat de un cerșetor cărui i-a dat de pomană. A fost înmormântat în Biserica Sfânta Maria din Danzig.

## Lucrări
- Strenarum libellus, 1616

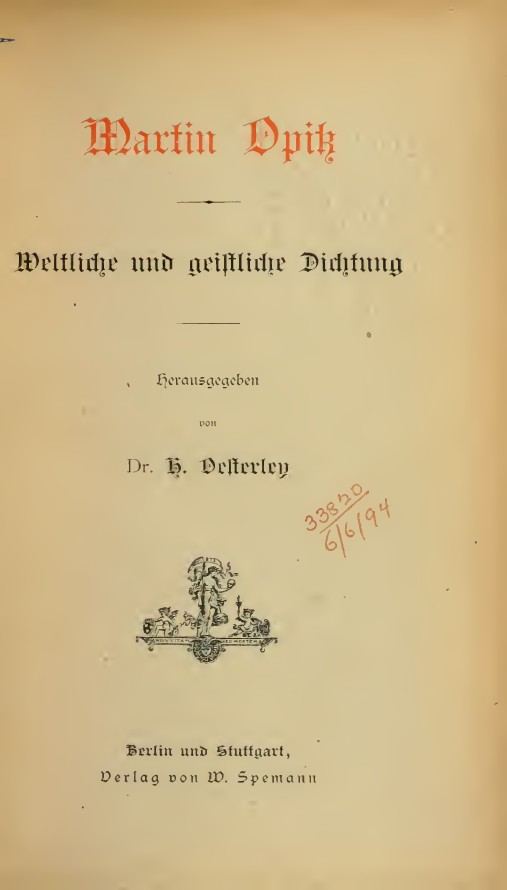
Weltliche und geistliche Dichtung (1888)

- Aristarchus sive de contemptu linguae teutonicae, 1617
- Zlatna, oder von der Ruhe des Gemüths, 1622
- Buch von der Deutschen Poeterey, 1624
- Acht Bücher Deutscher Poematum, 1625
- Schäfferey von der Nimfen Hercinie, 1630
- Silvarum libri III. Epigrammatum liber unus, 1631
- Trostgedichte in Widerwärtigkeit des Krieges, 1633
- An den Durchlauchten, Hochgebornen Fürsten und Herren, Herren Uldrichen, Postulirten Administratorn desz Stiffts Schwerin, Erben zu Norwegen, Hertzog zu Schleswig, Holstein, Stormarn undt der Ditmarschen, ... Lobgetichte, Brieg: Gründer, 1633.
- Geistliche Poemata 1638, publicate în: Erich Trunz Barock, Max Niemeyer Verlag Tübingen 1966.

## Contribuția sa la modernizarea limbii germane
În tratatul Aristarchus sive de contemptu linguae teutonicae, scris în 1617, Martin Opitz face apel la germani să studieze și să perfecționeze limba lor maternă. În 1624 publică lucrarea Buch von der deutschen Poeterey (Cartea poeticii germane), în care pune bazele versificației silabotonice, care s-a statornicit apoi în poetica germană. Poeziile sale, menite în special să-i ilustreze teoria, se sprijineau pe tradițiile poeților clasici și pe a celor din Renaștere. Introducând noi forme, Opitz a contribuit la progresul limbii literare, eliberând poezia de tradițiile învechite ale Evului Mediu. Pe lângă numeroase traduceri, Opitz a editat (1639) și lucrarea Das Annolied, un poem medieval german scris la sfârșitul secolului al XI-lea, astfel salvând textul de la uitare (manuscrisul original este astăzi pierdut). Opitz a scris și un roman bucolic, intitulat Schäferei der Nymphe Hercinie (Idila nimfei Hercinie, 1630).